# John Cumming
Ne doit pas être confondu avec John Cummings.
Pour les articles homonymes, voir Cumming.
John Cumming est un footballeur international écossais, né le 17 mars 1930, à Carluke, South Lanarkshire et décédé le 6 décembre 2008 . Évoluant au poste de milieu de terrain, il est particulièrement connu pour avoir passé la totalité de sa carrière dans un seul club, Heart of Midlothian.
Il compte 9 sélections en équipe d'Écosse.

## Biographie

### Carrière en club
Natif de Carluke, South Lanarkshire, il joue d'abord dans le club local des Carluke Rovers (en) avant de se former dans les équipes juniors de Heart of Midlothian. Il y passera professionnel en 1950 et y restera la totalité de sa carrière, soit 17 saisons.
Il effectue un total de 612 apparitions pour 58 buts inscrits sous le maillot de son unique club (dont 359 matches et 36 buts en championnat).
Surnommé "Darkie" ou encore "Iron Man", il est célèbre pour son engagement sur le terrain. Lors de la finale de la Coupe d'Écosse 1956, alors qu'il avait reçu une blessure à la tête et était retourné jouer avec son maillot taché de sang, il déclara : « Le sang ne se voit pas sur un maillot grenat (Blood doesn't show on a maroon jersey) ». Cette phrase est devenue maintenant
```
la citation marquée au-dessus du tunnel de l'entrée des joueurs au 
Tynecastle Stadium
.
```

John Cumming est le joueur de Heart of Midlothian avec le palmarès le plus rempli (2 titres de champion d'Écosse, 1 Coupe d'Écosse et 4 Coupes de la Ligue écossaise).
Le stade de football de sa ville natale, Carluke, est nommé John Cumming Stadium en son honneur.

### Carrière internationale
John Cumming reçoit 9 sélections en faveur de l'équipe d'Écosse. Il joue son premier match le 8 décembre 1954, pour une défaite 2-4, à l'Hampden Park de Glasgow, contre la Hongrie en match amical. Il reçoit sa dernière sélection le 8 juin 1960, pour une défaite 2-4, au Stade du 19-Mai d'Ankara, contre la Turquie en match amical. Il n'inscrit aucun but lors de ses 9 sélections.
Il participe avec l'Écosse aux British Home Championships de 1955 et de 1960. 

## Palmarès
- Heart of Midlothian :
  - Champion d'Écosse en 1957-58 et 1959-60
  - Vainqueur de la Coupe d'Écosse en 1956
  - Vainqueur de la Coupe de la Ligue écossaise en 1954, 1958, 1959 et 1962